# Йокохама (Аоморі)

41°5′0″ пн. ш. 141°14′51″ сх. д. / 41.08333° пн. ш. 141.24750° сх. д.
Йокоха́ма (яп. 横浜町, よこはままち, МФА: [haɕi̥kamʲi mat͡ɕi̥]) — містечко в Японії, в повіті Камі-Кіта префектури Аоморі. Станом на 1 жовтня 2007 площа містечка становила 126,55 км². Станом на 1 липня 2008 населення містечка становило 4934 осіб.